# Acaena peterioides
Acaena peterioides é uma espécie de rosácea do gênero Acaena, pertencente à família Rosaceae.